# Fontana del Porto di Ripetta
Fontana del Porto di Ripetta, även benämnd Fontana del Navigatore och Fontana dei Navigatori, är en fontän på Piazza del Porto di Ripetta i Rione Campo Marzio i Rom. Fontänen designades av arkitekten Alessandro Specchi år 1704 för Porto di Ripetta. Fontänen förses med vatten från Acqua Felice. 

## Beskrivning
Fontänen beställdes av påve Clemens XI för hamnanläggningen Porto di Ripetta. Denna hamn revs i samband med anläggandet av den nya tiberkajerna i slutet av 1800-talet. År 1893 monterades fontänen ned och ställdes i ett förråd. Den återuppbyggdes år 1930 på dagens Piazza del Porto di Ripetta.

## Bilder
| - Porto di Ripetta med fontänen i mitten. Gravyr av Alessandro Specchi. - Närbild. |